# FK Ufa
Futboljnjij klub Ufa (baškirski: «Өфө» футбол клубы, ruski: Футбо́льный клуб «Уфа́») ruski je nogometni klub iz Ufe osnovan 2009. godine. Klub se trenutačno natječe u Ruskoj Premijer ligi.  

## Poznati igrači
- Komnen Andrić
- Filip Mrzljak
- Oleksandr Zinčenko

## Vanjske poveznice
- Službena web-stranica